# Vilva (Oesva)
Vilva (Russisch: Вильва; Komi-Permjaaks voor "nieuwe rivier") is een rivier in de kraj Perm en vormt een zijrivier van de Oesva. De rivier ontspringt op de westelijke hellingen van de Centrale Oeral iets ten westen van de grens met de oblast Sverdlovsk. Vandaar stroomt de Vilva eerst in westelijke en vervolgens in zuidwestelijke richting om op 4 kilometer van de monding van de Oesva in de Tsjoesovaja in de Oesa te stromen op het grondgebied van de stad Tsjoesovoj. De rivier heeft een lengte van 170 kilometer en bevindt zich op een gemiddelde hoogte van 387 meter met een gemiddeld verhang van 2 meter per kilometer.
De belangrijkste zijrivieren worden gevormd door de Vizjaj aan de linkerzijde en de Severnaja Rassocha, Bolsjaja Mjasnaja, Korostelevka, Bolsjaja Porozjnaja, Malaja Porozjnaja en de Tontsjicha aan de rechterzijde.